# 克里斯蒂安·威廉 (施瓦茨堡-松德斯豪森)
克里斯蒂安·威廉（德語：Christian Wilhelm，1647年1月6日—1721年5月10日），施瓦茨堡-松德斯豪森親王，1697年至1720年在位。

## 家庭
1673年，克里斯蒂安·威廉與巴爾比-慕林根伯爵阿爾布雷希特·腓特烈的女兒安東妮·希比爾（Antonie Sibylle）結婚，兩人共有1子1女：
1. 金特四十三世（1678年—1740年），施瓦茨堡-松德斯豪森親王
2. 克莉絲汀·艾蜜莉（法语：Christiane-Émilie de Schwarzbourg-Sondershausen）（1681年—1751年），梅克倫堡-施特雷利茨公爵夫人

安東妮·希比爾於1684年去世。同年，克里斯蒂安·威廉與薩克森-威瑪公爵約翰·恩斯特二世的女兒威廉明妮·克莉絲汀（Wilhelmine Christine）結婚，兩人共有三個兒子：
1. 亨利三十五世（1689年—1758年），施瓦茨堡-松德斯豪森親王
2. 奧古斯特一世（1691年—1750年）
3. 克里斯蒂安（德语：Christian von Schwarzburg-Sondershausen）（1700年—1749年）